# Brittany Moser
Brittany Moser (Los Ángeles, California, Estados Unidos; 3 de agosto de 1988) es una actriz de videojuegos y modelo de moda, actriz de modelaje, bailarina muy moderna de ballet estadounidense. Ella es conocida por interpretar a Manuela Hidalgo. Ella como modelo facial trabajó en el desarrollo visual del videojuego Resident Evil: The Darkside Chronicles.

## Personaje

### Manuela Hidalgo
Manuela Hidalgo lleva un vestido manchado de sangre y rasgado con un vendaje alrededor de su brazo derecho, que sirve para ocultar los signos de mutación y cicatrices de su brazo. Lleva unas cuantas piezas de joyería exótica que se asemejan a serpientes en su brazo izquierdo y su pierna izquierda y no usa zapatos. Su pelo esta atado a dos colas de caballo gemelas, cada una a los lados de su cara.
Alrededor de este tiempo, el agente estadounidense Leon S. Kennedy y su propio camarada Jack Krauser entraron en la aldea, en una misión para detener a Javier por su trato en el mercado negro, y descubrieron el sitio lleno de infectados. Los dos entraron en la iglesia, donde fueron atacados por una enorme bestia con tentáculos enormes. Sin embargo, también allí estaba Manuela, quien sorprendentemente no fue atacada por el monstruo, Manuela se puso a cantar una canción de cuna que Hilda solía cantar antes de morir. El monstruo, sorpresivamente, recupera una mente parcialmente humana y se relaja, quedando dormido junto a Manuela. Sin embargo, ella se desmayó por razones desconocidas, y el monstruo atacó a Krauser y Leon, que lograron librarse de él, aunque sin matarlo.
Manuela se marchó con Leon y Krauser, y les explicó que, hacía unos años, su madre, Hilda Hidalgo, murió de una terrible enfermedad, que más tarde le alcanzó a ella. Javier, utilizando el virus T-Veronica, intentó curarla, y por alguna razón lograron contener el virus. Manuela fue "recuperada" brevemente por Javier, ya que este los atacó, pero luego vuelven a reunirse, y ella les explica que Javier es su padre. Al llegar a la mansión Hidalgo, Manuela descubrió unos cadáveres, que resultaron ser de los médicos que la trataron: Javier se enfadó mucho al descubrir su escape, y que los médicos le habían contado la verdad, por lo que los mató. Javier intentó nuevamente recuperar a Manuela, y en el proceso les explicó como fue que Manuela no perdió la conciencia y aún tiene la verdadera de una salud humana: los trasplantes. Debido a la falta de trasplantes, Manuela ha perdido fuerza, por lo que ya no pudo huir.

## Filmografía

### Videojuego
- 2009: Resident Evil: The Darkside Chronicles